# Rodrigo Lacerda Ramos
Rodrigo Lacerda Ramos (* 6. Oktober 1980 in São Bernardo do Campo), auch bekannt als Ferrugem, ist ein ehemaliger brasilianischer Fußballspieler.

## Karriere
Ferrugem begann seine Karriere 1998 beim Erstligisten SE Palmeiras. 2000 wechselte er zum griechischen AEK Athen. 2001/02 wurde er mit dem Verein Vizemeister der Alpha Ethniki. 2002 gewann er mit dem Verein den griechischen Fußballpokal. 2003 kehrte er nach Brasilien zurück und unterschrieb einen Vertrag bei Atlético Mineiro. Im Sommer 2003 unterschrieb er einen Vertrag beim französischen AC Ajaccio. Am Ende der Ligue 1 2005/06 stieg der Verein in die zweite Liga ab. 2007 wechselte er auf Leihbasis zum Erstligisten Racing Straßburg. Am Ende der Ligue 1 2007/08 stieg der Verein in die zweite Liga ab. 2008 wechselte er zum japanischen Júbilo Iwata. 2009 wurde er an dem französischen Zweitligisten Racing Straßburg ausgeliehen. Am Ende der Ligue 2 2009/10 stieg der Verein in die dritte Liga ab. 2010 wechselte er zum schweizerischen Erstligisten FC Sion. 2011 gewann er mit dem Verein den Schweizer Cup. 2012 wechselte er zu FC Lausanne-Sport. 2013 kehrte er nach Brasilien zurück und unterschrieb einen Vertrag bei Villa Nova AC. 2015 beendete er seine Karriere als Fußballspieler.
Im September 1997 gewann Ferrugem mit seinem Heimatland die U-17-Weltmeisterschaft.

## Erfolge
Brasilien (U-17)
- U-17-Weltmeisterschaft: 1997

Palmeiras
- Copa Mercosur: 1998
- Copa do Brasil: Copa do Brasil 1998
- Torneio Rio-São Paulo: 2000

AEK Athen
- Griechischer Pokalsieger: 2001/02

FC Sion
- Schweizerischer Pokalsieger: 2010/11